# Карл Керфф
Карл Керфф (нім. Karl Cerff; 12 березня 1907, Гайдельберг — 4 травня 1978, Карлсруе) — німецький державний діяч, обергебітсфюрер Гітлер'югенду, бригадефюрер СС. Один з керівників нацистської пропаганди.

## Біографія
В 1922 році вступив в СА. Після Пивного путчу відійшов від нацистів, але в 1925 року повернувся в СА, в 1926 році — в НСДАП (квиток №30 314). В 1928 році очолив Гітлер'югенд в Гайдельберзі. В 1932 році переведений в Імперське керівництво Гітлер'югенду, де очолив пресу, пропаганду і навчальну службу, в травні 1933 року — відділ R (молодіжна і шкільна політика). З 1934 року — уповноважений Імперського молодіжного керівництва в Імперському радіокерівництві. В 1938 році переведений в Імперське керівництво НСДАП, де очолив Головне управління культури. В 1939 році перевівся з СА в СС (посвідчення №323 782). В 1941 році пройшов військову підготовку. З 1942 року — керівник Головного управління Імперського керівництва пропаганди НСДАП. В 1944 році переведений в Імперське міністерство пропаганди і народної просвіти. Після закінчення Другої світової війни заснував гурток друзів «Берґгерберг», яке виступало за звільнення Рудольфа Гесса. Брав активну участь в неонацистському русі.

## Звання
- Оберфюрер СС (30 січня 1939)
- Унтерштурмфюрер резерву військ СС (30 січня 1942)
- Бригадефюрер СС (30 січня 1943)
- Мністерський директор (1944)
- Оберштурмфюрер резерву військ СС (9 листопада 1944)

## Нагороди
- Спортивний знак СА
- Німецька імперська відзнака за фізичну підготовку
- Почесний кут старих бійців
- Золотий партійний знак НСДАП
- Почесна шпага рейхсфюрера СС
- Кільце «Мертва голова»
- Залізний хрест 2-го класу
- Золотий почесний знак Гітлер'югенду
- Хрест Воєнних заслуг 2-го і 1-го класу